# Inhibitory proteaz
Inhibitory proteaz – występujące w naturze bądź syntetyczne substancje hamujące aktywność enzymów proteolitycznych. Wyróżnia się wśród nich inhibitory specyficzne, powodujące inhibicję określonych proteaz lub typów proteaz, a także niespecyficzne. Mogą one mieć charakter białkowy lub niebiałkowy. I.p. stosowane są m.in. jako narzędzia badawcze w enzymologii oraz jako środki terapeutyczne w medycynie.
Przykładowe inhibitory proteaz używane w praktyce laboratoryjnej w badaniach nad charakterystyką enzymów:
- Inhibitory proteaz serynowych:
  - PMSF
  - chymostatyna
  - leupeptyna
  - antypaina

- Inhibitory proteaz tiolowych:
  - NEM
  - pCMB

- Inhibitory metaloproteaz:
  - EDTA
  - 1,10-fenantrolina

- Inhibitory proteaz aspartylowych:
  - pepstatyna A